# جنج ياماميتشي
جنج ياماميتشي (باليابانية: 山道 淳司) (29 يناير 1994 في فوكوكا في اليابان – )؛ هو لاعب كرة قدم ياباني سابق كان يلعب كمدافع.

## وصلات خارجية
- جنج ياماميتشي على موقع رابطة كرة القدم اليابانية للمحترفين (اليابانية)
- جنج ياماميتشي على موقع Soccerway.com (الإنجليزية)